# ブライユ (小惑星)
ブライユ (9969 Braille) は火星横断小惑星である。エレノア・ヘリンとケネス・ローレンスがパロマー天文台で発見した。
1999年7月29日、アメリカ航空宇宙局 (NASA) のディープ・スペース1号がブライユに最大29kmまで接近し、その姿を撮影した。しかし、カメラのピントがぼけてしまったため、特異な形状であること以外は不明な点が多い。
小惑星名はアルファベットの点字を開発したフランスのルイ・ブライユに由来しており、命名が公表されたのはディープ・スペース1号による観測の直前である。